# In the Dark
Az In the Dark Dev amerikai énekesnő egyik dala. The Cataracs közreműködésével készült a szám a The Night the Sun Came Up című albumra. A korong második kislemezeként jelent meg a szám 2011. április 25-én az Universal Republic gondozásában. A dallal az énekesnő azt akarta megmutatni, hogy ő már felnőtt, érett nő. Egy hivatalos remixváltozat is készült, Flo Rida közreműködésével. A dal dance-pop és eurodance elemekre épül, de a szaxofon használata is felfedezhető a számban.
A kritikusok pozitívan fogadták a dalt, főleg a szaxofon miatt, viszont dalszövege megosztotta őket. Az Egyesült Államokban 11. lett a Billboard Hot 100 listán, Kanadában, Dániában, Írországban, Skóciában és az Egyesült Királyságban top 40-es lett, míg Szlovákiában első helyezést ért el.

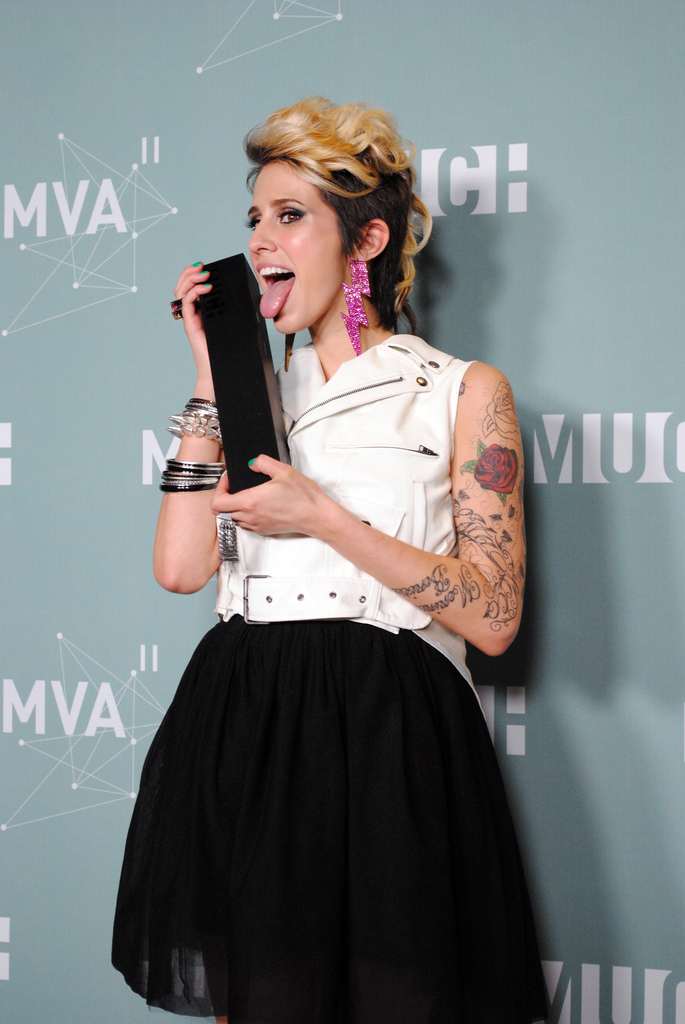

## Háttér
Az In the Dark című dalt Dev a The Cataracs mellett szerezte, mely csoport Niles Hollowell-Dhar és David Singer-Vine duója. A dal producerei is ők voltak. Dev szerint a dal rendkívül „ízletes”. Egy interjúban kifejtette, hogy felnőtt nőnek érzi magát, és a három év után – mely alatt a The Cataracs mellett dolgozott – készen áll, hogy kiadjon egy ilyen dalt. 2011 januárjában vették fel a dalt, az elsők között volt, melyek Dev debütáló albumára felkerültek. A munkálatok Los Angeles-ben folytatódtak Manny Marroquin közreműködésével, majd Tom Coyne dolgozott a dalon New Yorkban.
A felvétel 2011. április 25-én jelent meg digitálisan letölthető formátumban a The Night the Sun Came Up című album második kislemezeként. A rádiók május 24-én, illetve a sikeresebb dalokat sugárzó adók június 21-én kezdték játszani. Az Egyesült Királyságban EP formában jelent meg három remixváltozattal és a videóklippel. Flo Rida is közreműködött egy hivatalos remixen, melyet Dev rádióbarátnak ítélt. Egy újabb változat már 50 Cent közreműködésével készült, illetve egy nem hivatalos változat is felkerült a világhálóra, mely Kanye West-tel közösen készült.

## Kereskedelmi fogadtatás
Az Egyesült Államokban a Billboard Hot 100 lista 92. helyén debütált 2011. augusztus 20-án, három hónappal kiadása után. Október 22-én érte el legjobb, 11. helyezését. Debütáló, Bass Down Low című kislemezénél jóval sikeresebbnek bizonyult, mely csak 61. helyezést ért el. A felvétel a Heatseekers Songs és Hot Dance Club Songs listákon első helyezett lett. A Pop Songs és Radio Songs listák nyolcadik helyét foglalta el. 2011. november 18-án a RIAA arany minősítést ítélt a dalnak.
Kanadában 83. helyen debütált a Canadian Hot 100 listán 2011. szeptember 17-én, majd hat héttel később 15. helyezést ért el. In Australia, the song debuted at number 64 on the singles chart, A dán Tracklisten listán 36. helyezéssel debütált július 29-én. Legjobb helyezése itt a 22. volt. Szlovákiában 30. helyről indult, és első lett hét héttel később. Az Egyesült Királyságban 37. helyen debütált a brit kislemezlistán augusztus 27-én, viszont nem múlta felül a Bass Down Low sikereit. Írországban 33. helyezésig jutott el a kislemez.

## Számlista és formátumok
| - Digitális letöltés 1. In the Dark – 3:48 - Digitális EP 1. In the Dark (Radio Edit) – 3:30 2. In the Dark (közreműködik Flo Rida) – 3:40 3. In the Dark (Proper Villains Remix) – 4:26 4. In the Dark (Havana Brown Remix) – 5:33 5. In the Dark (Music video) – 3:46 - Remix letöltés 1. In the Dark (közreműködik Flo Rida) – 3:39 | - Remix EP 1. In the Dark (Proper Villains Remix) – 4:27 2. In the Dark (Hype Jones 2012 Remix) – 4:33 3. In the Dark (DJ Havoc & SpekrFreks Remix) – 3:28 4. In the Dark (Static Revenger Remix) – 6:26 5. In the Dark (Johan Wedel Remix) – 6:30 6. In the Dark (Benzi & DStar Remix) – 4:42 7. In the Dark (DJ Vice Remix) – 6:30 8. In the Dark (DJ Kue Remix) – 6:52 9. In the Dark (DJ Enferno Remix) – 6:08 10. In the Dark (Ranidu Remix) – 5:38 11. In the Dark (Alfa Paare Remix) – 5:17 |

## Közreműködők
- dalszerzés – Devin Tailes, Niles Hollowell-Dhar, David Singer-Vine
- produkció – Niles Hollowell-Dhar
- felvétel – The Cataracs
- keverés – Manny Marroquin
- maszterizálás – Tom Coyne

Forrás:

## Megjelenések
| Ország             | Dátum               | Formátum(ok)       |
| ------------------ | ------------------- | ------------------ |
| Ausztrália         | 2011. április 25.   | Digitális letöltés |
| Dánia              | 2011. április 25.   | Digitális letöltés |
| Egyesült Államok   | 2011. április 26.   | Digitális letöltés |
| Egyesült Államok   | 2011. május 24.     | Rádió              |
| Egyesült Államok   | 2011. június 21.    | Mainstream rádió   |
| Németország        | 2011. július 22.    | Digitális letöltés |
| Írország           | 2011. augusztus 12. | Digitális EP       |
| Egyesült Királyság | 2011. augusztus 12. | Digitális EP       |
| Egyesült Államok   | 2011. augusztus 29. | Remix letöltés     |
| Egyesült Államok   | 2011. december 13.  | Remix EP           |